# Meade, Kansas
Meade är administrativ huvudort i Meade County i Kansas. Orten har fått sitt namn efter militären George Meade. Enligt 2020 års folkräkning hade Meade 1 505 invånare.